# Le Soir Échos
Le Soir Échos es un periódico diario marroquí en francés, especializado en economía, fundado en febrero de 2008.
El diario trata de dar noticias y análisis al margen de recoger sólo la información de la Agencia Oficial MAP (Maghreb Arabe Press), lo que sí hacen muchos otros medios de información marroquíes. La mayor parte de sus periodistas se han formado en el Instituto Superior de la Información y la Comunicación, de Rabat. Es propiedad del grupo Al Massae Media Publishing, que también publica el periódico en árabe Al Massae, el de mayor difusión en Marruecos.
- Datos: Q3227245